# Tarleton State Texans
Tarleton State Texans (en español: "Tejanos de la Estatal Tarleton") es la denominación de los equipos deportivos de la Universidad Estatal Tarleton, institución académica ubicada en Stephenville, Texas. Los Texans participan en las competiciones universitarias organizadas por la NCAA, y desde 2020 forman parte de la Western Athletic Conference de la División I de la NCAA.

## Apodo y mascota
Aunque la tradición deportiva de Tarleton data de 1904, hasta 1917 no se adoptó ningún tipo de apodo, cuando la institución se unió al sistema universitario Texas A&M, y recibieron el apodo de Junior Aggies. En 1925, el director deportivo, W.J. Wisdom, organizó un concurso entre los estudiantes para elegir apodo, pero finalmente fue él mismo el que se decidió por los Plowboys, los chicos del arado o labradores, dada la tradición agrícola de muchos de los estudiantes.
En 1961, al cambiar el estatus de la universidad a centro de cuatro años, se decidió hacer de nuevo un concurso, donde los nombres más votados fueron "Texans", "Rockets" y "Packrats", siendo finalmente elegido el de Texans.
Cuando Tarleton agregó los deportes femeninos en 1968, esos equipos también jugaban como "Texans". Sin embargo, las deportistas femeninas de la escuela querían jugar con un apodo distintivo. El apodo de las mujeres se cambió al año siguiente, pero no se adoptó de inmediato una ortografía coherente. "Texanns", "Tex-Anns" y "TexAnns" se usaron indistintamente hasta 1972-73, cuando se estableció oficialmente "TexAnns". Después de una campaña dirigida por miembros del equipo de baloncesto femenino en 2018, la universidad anunció en enero de 2019 que los equipos femeninos volverían a ser conocidos como "Texans" a partir de 2019-20.

## Programa deportivo
Los Texans compiten en 6 deportes masculinos y en 9 femeninos. Tarleton agregará un décimo deporte femenino en julio de 2023.

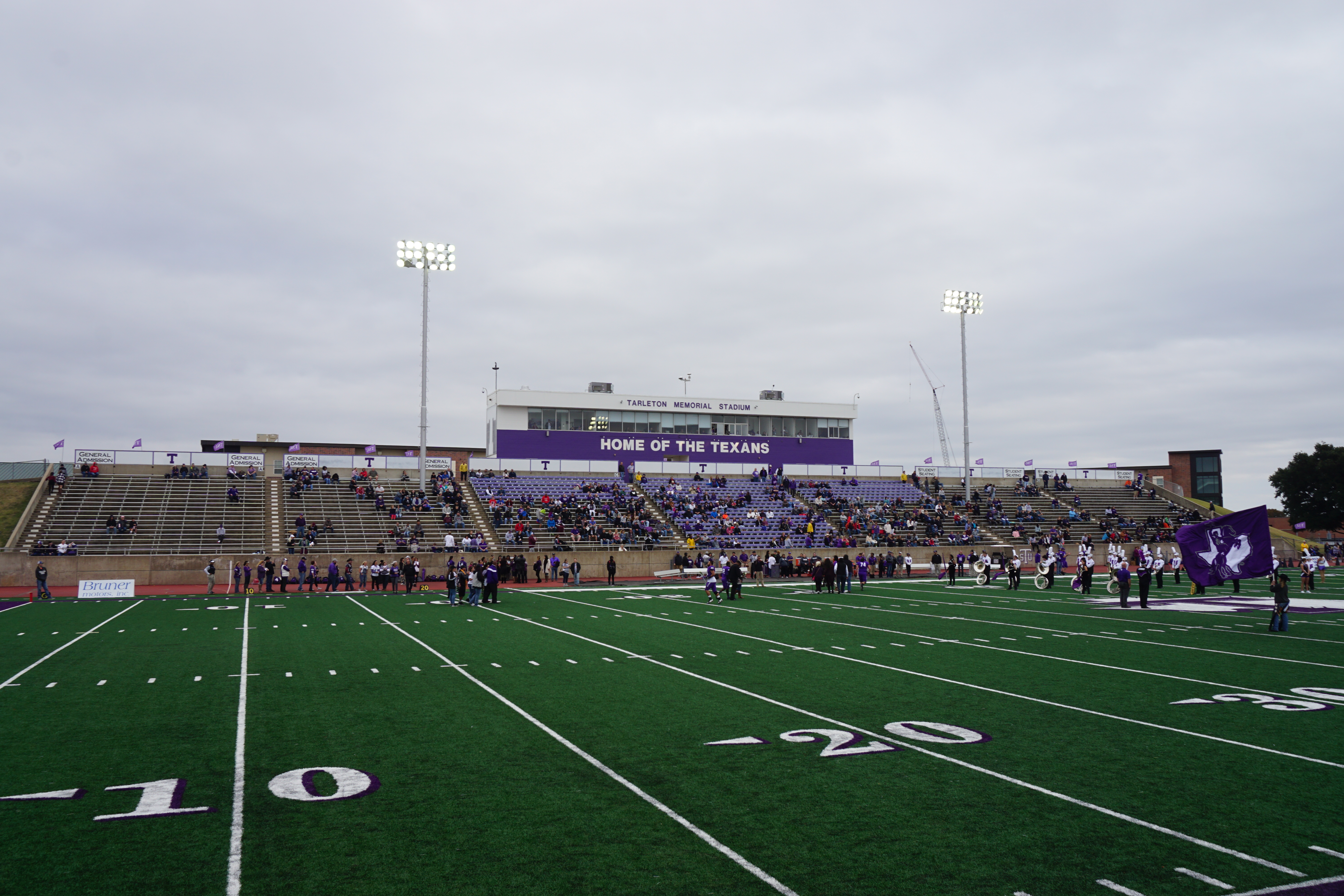
Memorial Stadium

| Masculino: - Baloncesto - Campo a través - Béisbol - Fútbol americano - Atletismo (aire libre y cubierta) | Femenino: - Baloncesto - Campo a través - Fútbol - Tenis - Sóftbol - Voleibol cubierta - Voleibol de playa - Atletismo (aire libre y cubierta) - Golf |

## Instalaciones deportivas
- Wisdom Gym es el pabellón donde disputan sus partidos los equipos de baloncesto y voleibol. Tiene una capacidad para 2.400 espectadores y fue inaugurada en 1970.[3]
- Memorial Stadium, es el estadio donde disputan sus encuentros el equipo fútbol americano. Fue inaugurado en 1977 y tiene una capacidad de 12.000 espectadores sentados.[4]
- Cecil Ballow Complex, es el estadio donde juega el equipo de béisbol. Tiene una capacidad para 750 espectadores y fue inaugurado en 1988.[5]